# Aligátoří maso

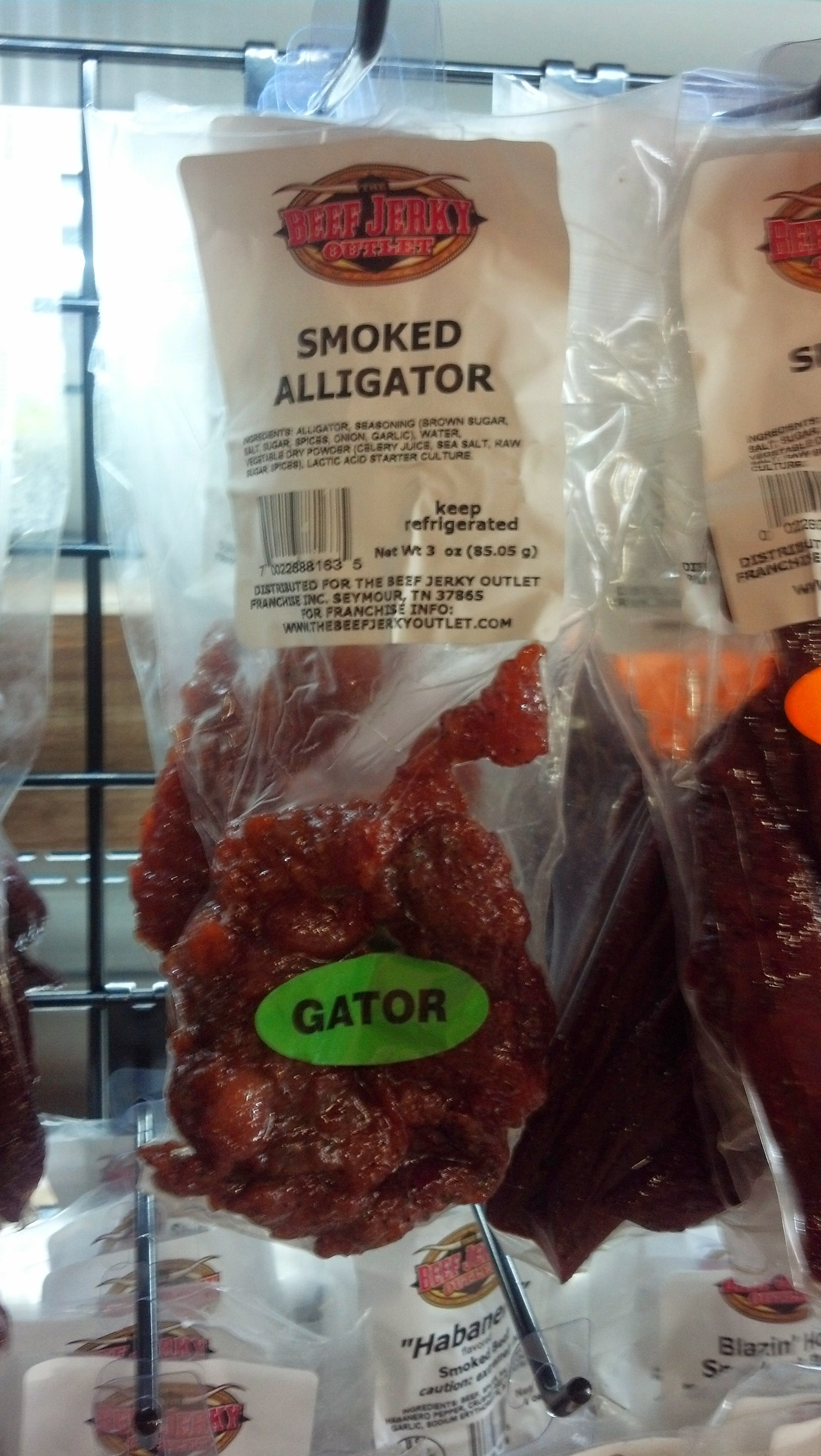
Uzené aligátoří jerky v obchodu v Richfieldu ve Wisconsinu

Aligátoří maso je maso pocházející z aligátorů, které je určené ke konzumaci. Ve Spojených státech se aligátoří maso běžně konzumuje a je považováno za pochoutku a základní pokrm místních kuchyní, a to jak v minulosti, tak i v moderní době. Lze konzumovat i aligátoří vejce. Aligátoří maso má vysoký obsah bílkovin a nízký obsah tuku, jemnou chuť a pevnou texturu. Má mírně rybí příchuť a v závislosti na jeho přípravě je často "žvýkavé". Ve Spojených státech je aligátoří maso k dispozici pro spotřebitele ve specializovaných obchodech s potravinami, v některých supermarketech a také si jej lze objednat online.

## Dějiny

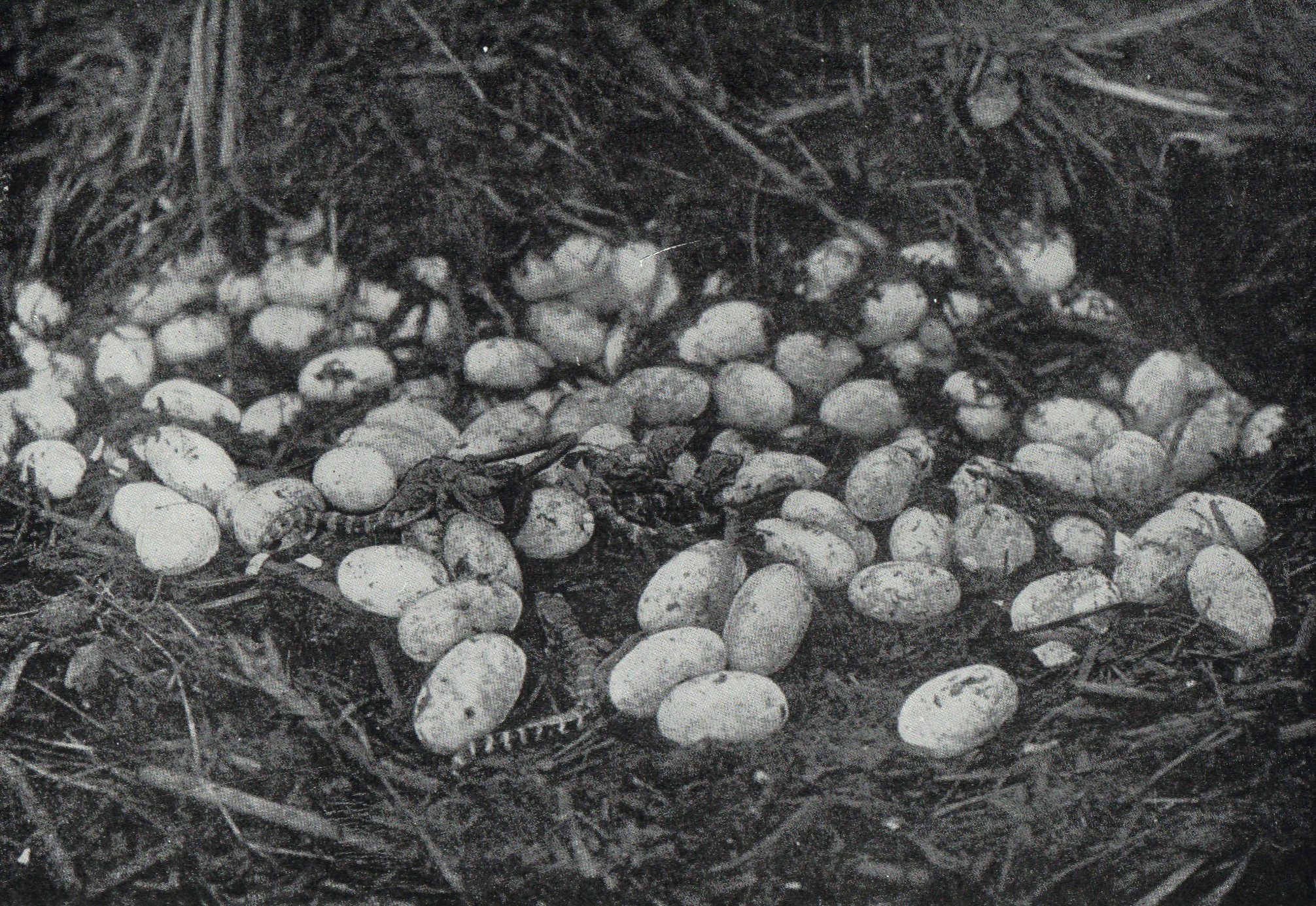
Aligátoří vejce

V polovině 19. století se aligátoří maso používalo v některých regionálních kuchyních na jihu USA. Během této doby se používalo v pokrmech jako je např. gumbo.
Aligátoří vejce byla součástí kuchyně mnoha oblastí na jihu USA i na počátku 20. století. V té době existovali lidé, kteří se živili sběrem těchto vajec. V 21. století je sběr vajec divoké aligátoří populace bez řádného povolení nezákonný. Pachatelům hrozí vysoké pokuty i trest odnětí svobody.
Mezi muslimskými učenci se nadále diskutuje o tom, zda je aligátoří maso halal. Někteří považují aligátory za dravé zvíře, tedy za haram. Vzhledem k jejich vodnímu způsobu života je však aligátoří maso obecně považováno za halal, a to podle stejných zásad, které platí pro ryby a další šupinaté vodní živočichy. Aligátoří maso není podle šaríi výslovně zakázáno.

## Výživové hodnoty
100 g aligátořího masa se skládá z 29 g bílkovin, 3 % tuků a 65 mg cholesterolu. Obsahuje také značné množství fosforu, draslíku, vitamínu B12, niacinu a mononeansycených mastných kyselin.

## Příprava

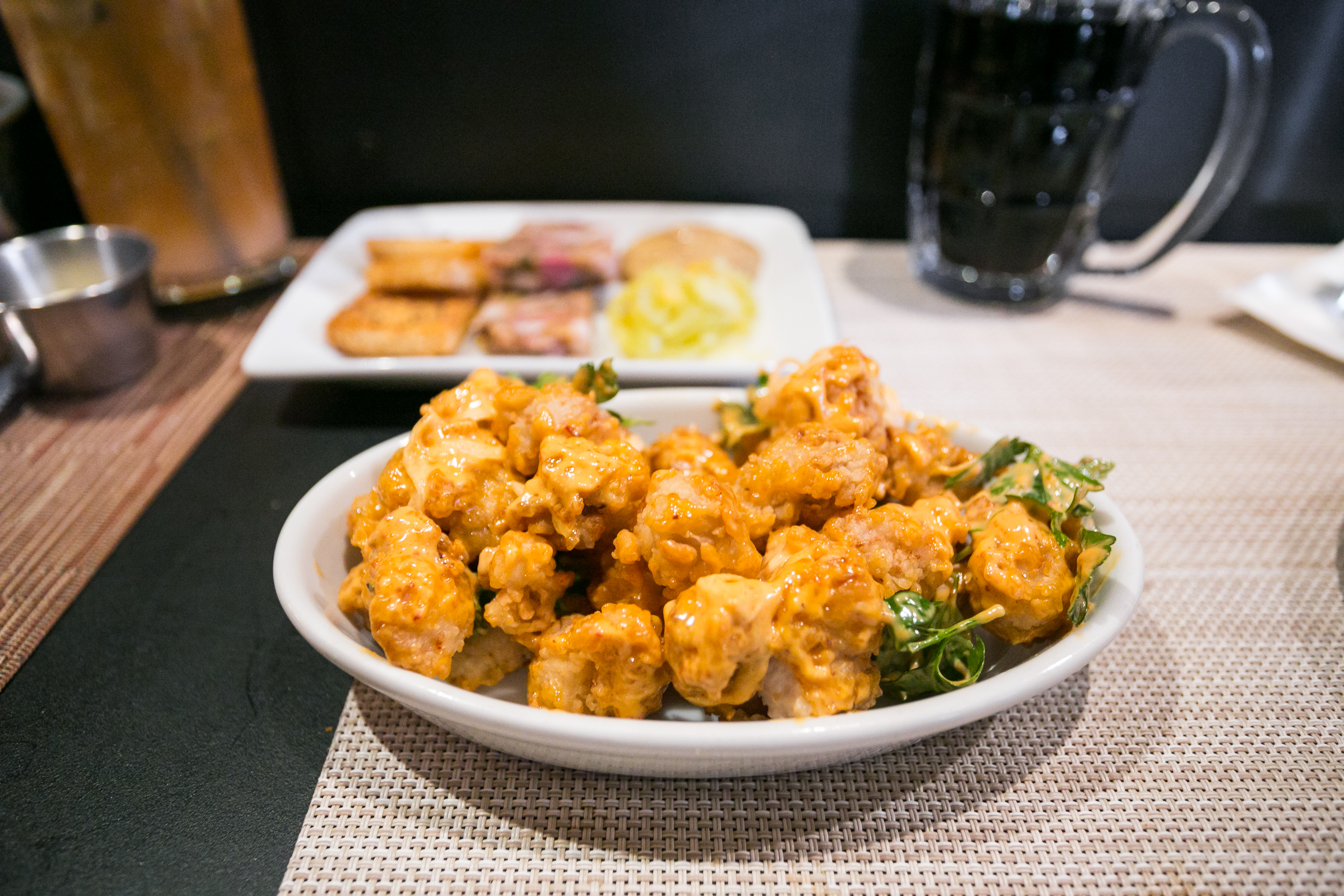
Smažené aligátoří maso

Existují různé metody přípravy aligátořího masa, včetně křehčení, marinování, smažení, dušení, pečení, uzení a restování. Aligátoří maso se používá v pokrmech, jako je gumbo, a jeho používání je typické pro tradiční kreolskou kuchyni v Louisianě. Lze z něj také vyrobit krmivo pro domácí mazlíčky. Za nejlepší části aligátořího masa je považováno maso z ocasu a podél páteře.

## Právní postavení aligátořího masa v USA
Ve Spojených státech je chov aligátorů pro maso a kůži legální a praktikuje se ve státech jako je Georgie, Jižní Karolína, Alabama, Arkansas, Mississippi, Severní Karolína, Florida, Louisiana a Texas. Lov divokých aligátorů je legální v Arkansasu, Jižní Karolíně, Lousianě, na Floridě, v Georgii a v Texasu.